# 靠山街道 (吉林市)
靠山街道，是中华人民共和国吉林省吉林市龙潭区下辖的一个乡镇级行政单位。

## 行政区划
靠山街道下辖以下地区：
新源社区。